# De Havilland Dragonfly
de Havilland Dragonfly (Trollsländan) är ett tvåmotorigt biplan utvecklad och tillverkat på 1930-talet av brittiska flygplanstillverkaren de Havilland.
Dragonfly konstruerades som ett affärsflygplan för fem personer. Flygplanet flög första gången 12 augusti 1935. Flygplanet var utrustat med två luftkylda inverterade Gipsy Major-motorer monterade i det undre vingparet. Flygplanets kropp var av en skalkonstruktion tillverkad av träspant som klätts med faner och duk, medan vingen består av en träbalk och spryglar täckta med duk. Dragonfly var exteriört snarlik den mer kända Dragon Rapide men med en något mindre flygkropp.
Totalt tillverkades 66 stycken Dragonfly. Trots det ringa antalet tillverkade flygplan kom det att operera i ett 30-tal länder.

## Användning i Sverige
Flygvapnet köpte 1936 en Dragonfly som benämndes Trp 3, som blev flygvapnets första transportflygplan när det godkändes i juni 1936.
Flygplanet, märktes upp med flottiljsiffran 6 som fram till 1939/1940 stod för stabens flygavdelning. Flygplanet placerades på F 8 Barkarby där det tjänstgjorde för samband, VIP och snabba transporter. Vintertid försågs flygplanet med skidor eftersom de flesta flygfälten saknade hårdgjorda banor. 
I samband med flygvapnets ändring av typbenämningar i juni 1940 ändrades benämningen till Tp 3. Fygplanet var utrustat med dubbelkommando side by side. Flygplanet tog tre passagerare, en fick sitta över vingbalken medan de två övriga satt bredvid varandra i kabinutrymmet bakom nämnda balk. 8 juni 1942 drabbades flygplanet av ett landningshaveri med så omfattande skador på landställ och vingbalk att en reparation ej ansågs försvarbar. Flygplanet kasserades 28 maj 1943.